# St. Salvator (Anklam)

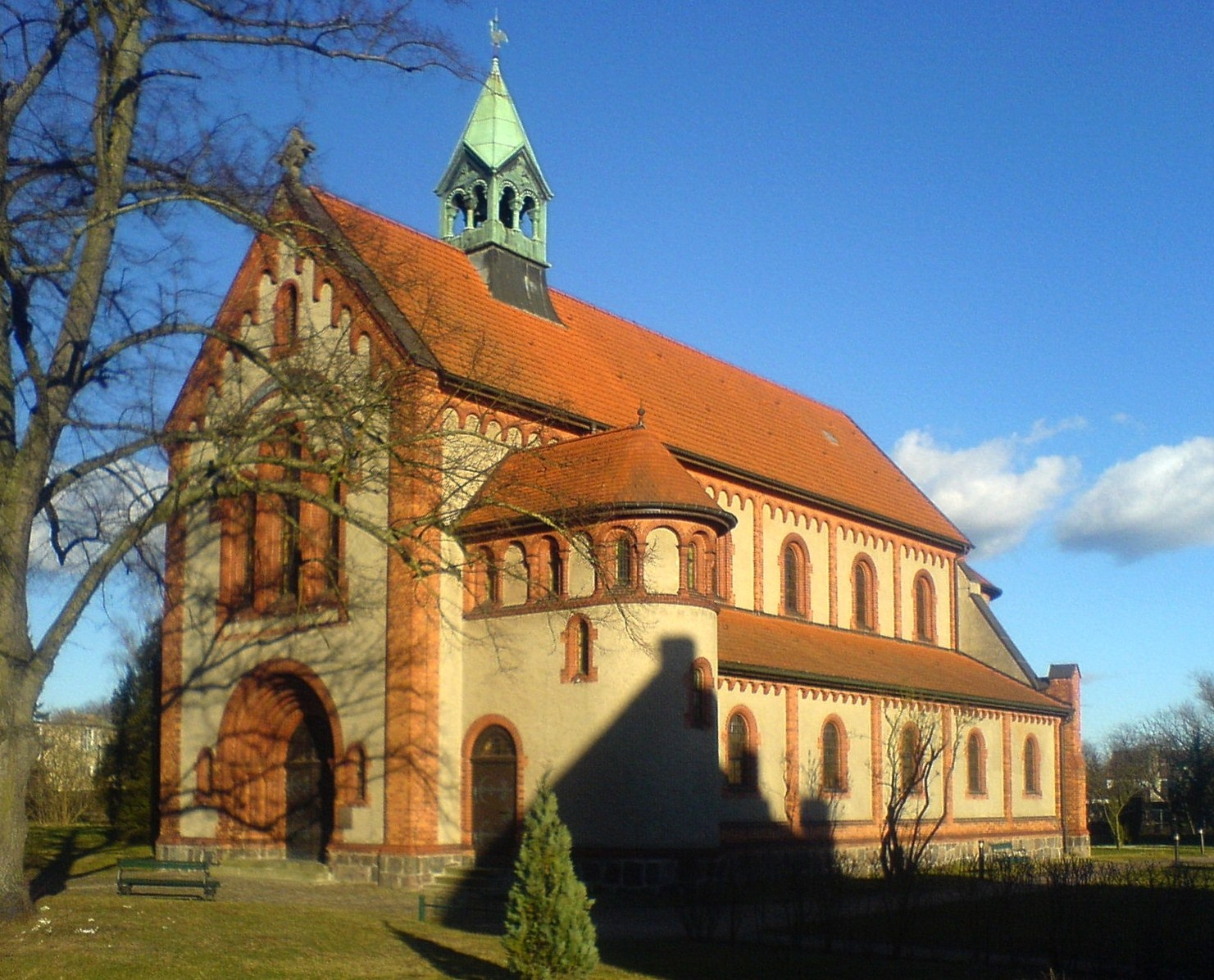
Außenansicht

Die Pfarrkirche Salvator ist eine römisch-katholische Kirche in Anklam im Landkreis Vorpommern-Greifswald, Friedländer Straße 37. Sie wurde 1900–1901 errichtet und steht unter Denkmalschutz.

## Geschichte
Die Salvator-Kirche wurde für die polnischen und schlesischen Saisonarbeiter errichtet, die in der Erntezeit als Schnitter auf den umliegenden Gütern arbeiteten. Der Berliner Architekt Engelbert Seibertz entwarf eine großzügig angelegte, neoromanische Basilika. Der damals erschwingliche Baugrund liegt auf einem verlandeten Seitenarm der Peene; der geplante Turm konnte wegen der dafür nötigen aufwändigen Pfahlgründung nicht ausgeführt werden, ein Dachreiter wurde errichtet.
Es ist eine Grüneberg–Orgel mit der Opuszahl 516 aus dem Jahr 1906 vorhanden.
1910 und 1935 erhielt die Kirche eine umfangreiche Ausmalung der Apsis, die 1964 übertüncht wurde. Stattdessen entstand als einziger Bildschmuck ein fünf Meter hohes Fresko des Pantokrators.
2006 wurde die Salvatorkirche umfassend renoviert und ein neuer Altar geweiht.

## Architektur

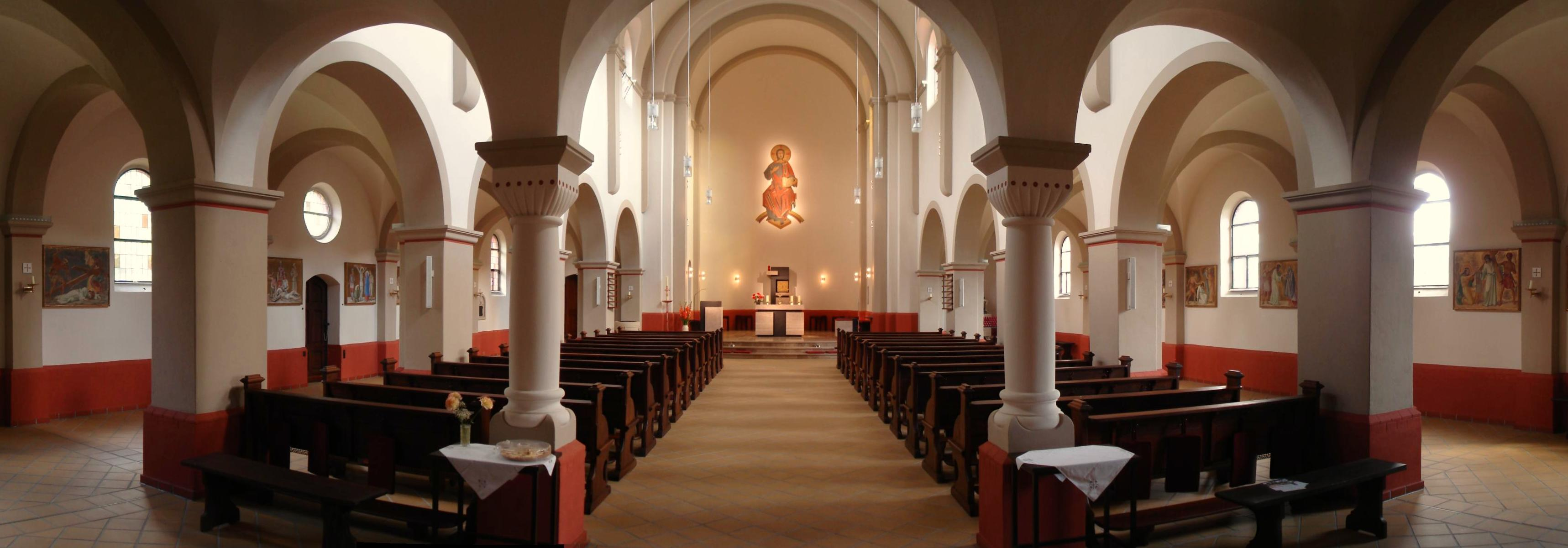
Kirchenschiff Innenansicht

Das sechsjochige Langhaus der dreischiffigen Basilika besitzt im Mittelschiff ein Tonnengewölbe und in den Seitenschiffen Kreuzgratgewölbe. Im Osten wird der Altarraum nach einem kurzen Zwischenjoch von einer hohen Apsis mit der Pantokrator-Darstellung abgeschlossen. Das südliche Seitenschiff schließt mit einer kleinen fensterlosen Apsis, in der sich als Marienfigur eine Pietà befindet. An das nördliche Seitenschiff schließt sich im Osten eine geräumige Sakristei an.
Der Außenbau ist durch Zierbögen und Pilaster aus Backstein gegliedert, dazwischen befinden sich verputzte Wandflächen. Statt eines Turmes, dessen Standort an der Nordwestecke der Kirche ausgespart blieb, besitzt die Kirche einen kupferverkleideten Dachreiter mit zwei kleinen Glocken. An der Westfassade befindet sich ein tief gestuftes Rundbogenportal. Über den drei großen Westfenstern ist ein gusseiserner Schriftzug im Halbbogen angebracht, der lautet: „Christus vincit - Christus regnat - Christus imperat“ (Christus siegt – Christus regiert – Christus herrscht). Es ist der Liturgie des Christkönigsfestes entnommen.

## Gemeinde
Die römisch-katholische Kirche gehört zum Dekanat Vorpommern im Erzbistum Berlin. Zur Kirchengemeinde gehört seit 2004 außerdem die Herz-Jesu-Kirche in Wolgast.
Nach 1945 erhielt die katholische Kirchengemeinde zunächst Zuwachs durch Flüchtlinge und Umsiedler, so dass die Zahl der Gemeindemitglieder auf bis zu 4600 anstieg. Durch den demografischen Wandel der Region nahm auch die Zahl der Katholiken in den letzten 20 Jahren stark ab. Das gesamte Gemeindegebiet hat etwa eine Fläche von 1200 km2 mit 1200 Katholiken.